# Elle cause plus... elle flingue
Pour plus de détails, voir Fiche technique et Distribution.
Elle cause plus... elle flingue est un film franco-italien réalisé par Michel Audiard, sorti en 1972. Comédie burlesque et d'humour noir mettant en vedette une partie de la même distribution et reprenant un titre proche, ce film n'est pas la suite de Elle boit pas, elle fume pas, elle drague pas, mais… elle cause ! également dialogué et réalisé par Audiard, en 1970. 

## Synopsis
Rosamonde du Bois de la Faisanderie de son vrai patronyme Clara Trompette, dite « La princesse », dite « Mémène », dite « la patrone » considérée comme la dirigeante d'un bidonville de Champigny-sur-Marne dans la banlieue parisienne, est entourée d'une équipe de bras cassés et autres ses serviteurs dignes de la cour des miracles. Son fonds de commerce est principalement basé sur la récupération à coût zéro, de diverses marchandises mais son activité principale consiste surtout à liquider, ventiler, atomiser puis faire totalement disparaître les malfaisants ou autres fâcheux. Grâce à une ingénieuse machine, elle recycle ces individus alors que retentit une joyeuse musique de samba, tous ceux que le destin lui permet de traiter. La totalité de leur corps ainsi que les accessoires sont automatiquement retirés, triés et séparés dans des cases ou tiroirs spécifiques. Leurs os peuvent également servir comme « saintes reliques », destinées aux autorités ecclésiastiques. Pour répondre à une commande très spéciale concernant les reliques de Jésus, Rosamonde doit rechercher l'homme dont les caractéristiques correspondent le mieux aux critères attendus. Ressemblant au Christ, un beau beatnik trentenaire dont la ressemblance avec l'image du prophète est évidente, vient de débarquer dans le bidonville. Il est suivi par un journaliste intéressé par l'affaire ainsi que plusieurs gardiens de la paix et enquêteurs. La machine se prépare à fonctionner à plein mais la rencontre entre la princesse et ce « Jésus pop », va tourner à l'histoire d'amour et produire de surprenants effets sur la petite communauté des malfrats du bidonville...

Principaux rôles
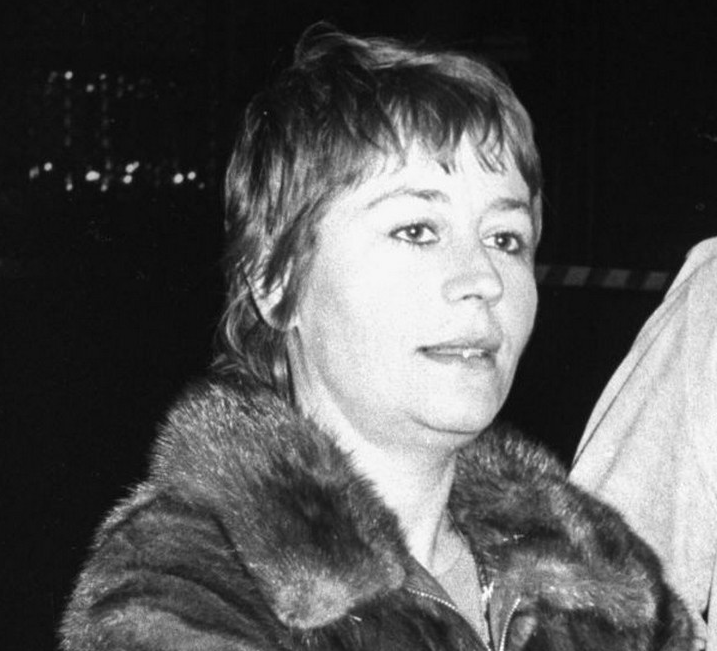
Annie Girardot (Clara Trompette)
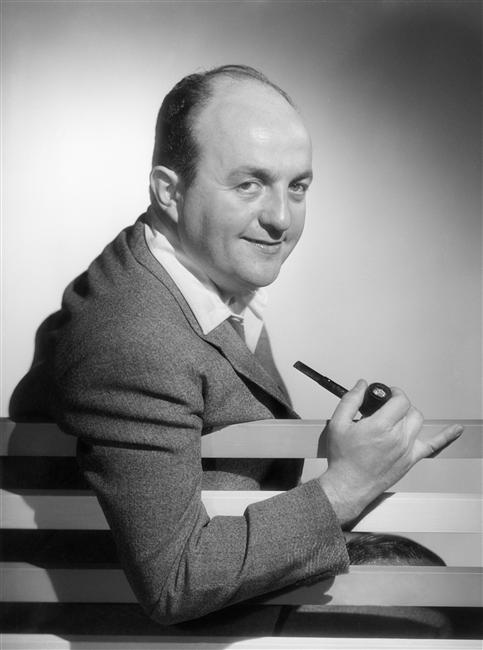
Bernard Blier (commissaire Bistingo)
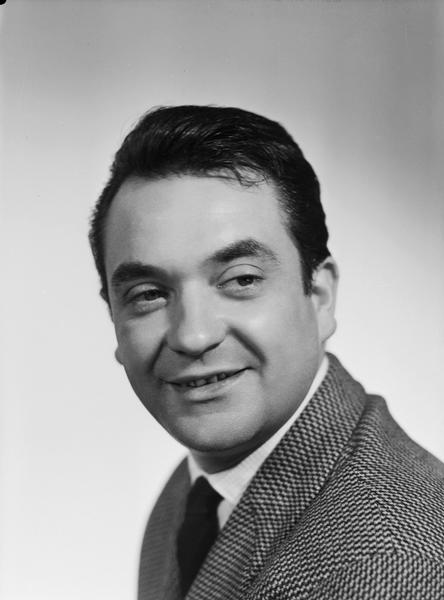
Jean Carmet (Jambe de laine)
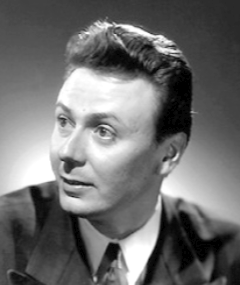
Maurice Biraud (Herbert)
Roger Carel (Sammy)
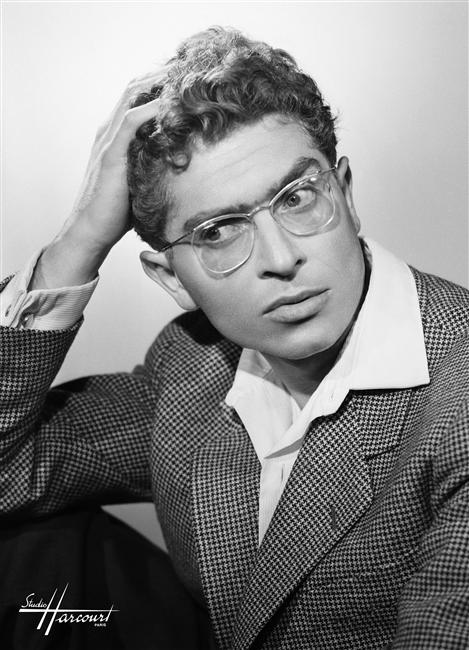
Darry Cowl (commissaire Bondu)
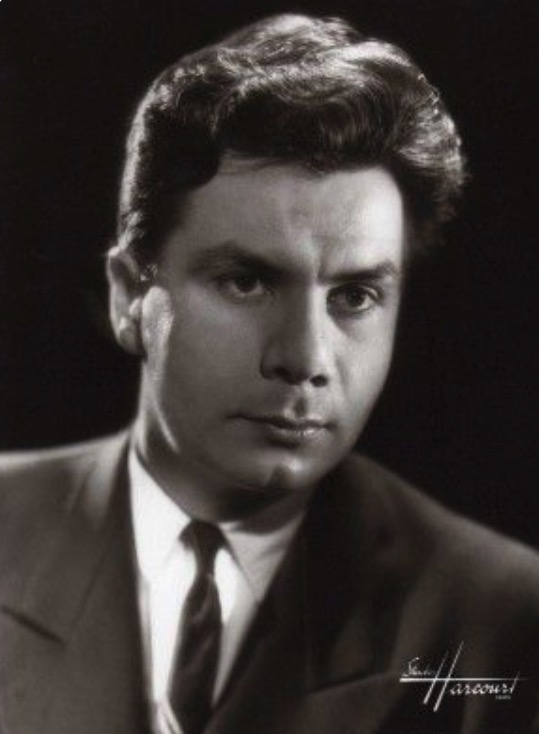
Michel Galabru (le cardinal)
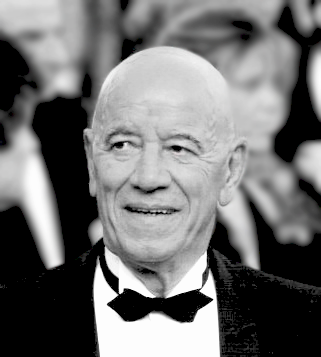
André Pousse (Max)
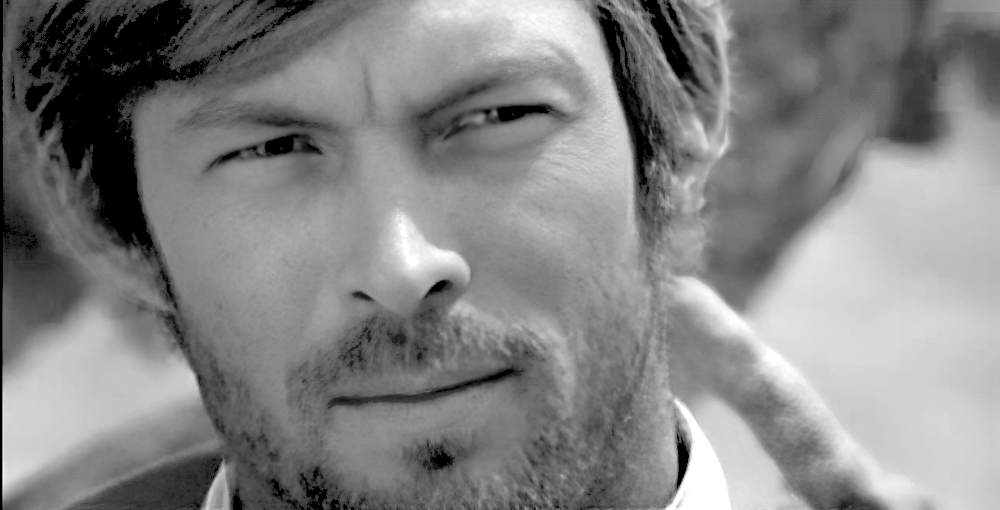
Charles Southwood (Le beatnik)
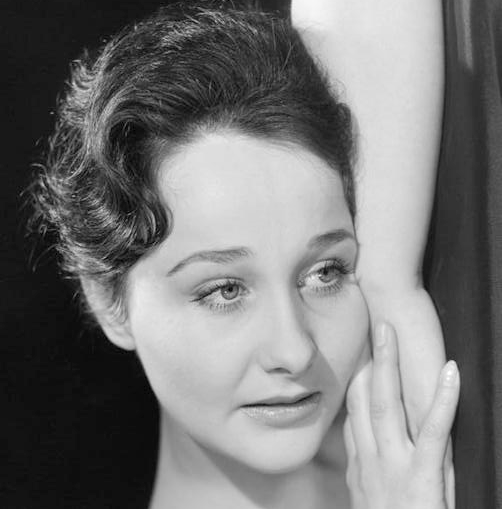
Catherine Samie (Clarisse)
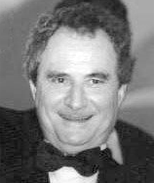
Daniel Prévost (inspecteur)

## Fiche technique
- Titre : Elle cause plus... elle flingue
- Réalisation : Michel Audiard
- Scénario : Michel Audiard et Jean-Marie Poiré
- Musique : Eddie Vartan
- Photographie : Pierre Petit
- Montage : Robert et Monique Isnardon
- Production : André Génovès
- Société de production : Les Films de La Boétie
- Pays d'origine :  France |  Italie
- Langue :  français
- Genre : comédie policière
- Durée : 97 minutes
- Dates de sortie :
  -  France : 23 août 1972
- Affiche : René Ferracci (France)

## Distribution
- Annie Girardot : Clara Trompette dite Rosemonde du Bois de la Faisanderie
- Bernard Blier : le commissaire Camille Bistingo
- Maurice Biraud : Herbert
- Roger Carel : Sammy
- Jean Carmet : Jambe de laine
- Darry Cowl : le commissaire Adrien Bondu
- Michel Galabru : le cardinal
- André Pousse : Max
- Catherine Samie : Clarisse, la veuve d'Herbert
- Charles Southwood : le beatnik
- Henri Attal : L'affreux
- Daniel Prévost : le premier inspecteur
- Dominique Zardi : Riton « la teigne »
- Yves Barsacq : le second inspecteur
- Pierre Duncan : Fernand
- Albert Augier
- Mireille Franchino
- Carlo Nell
- Robert Vidalin
- Bernard Musson : un membre du gang de Rosemonde
- Jean Roquel
- Michel Duplaix
- Maurice Auzel
- Jacques Chauviere
- Marcel Gassouk : un membre du gang de Rosemonde
- Bernard Dumaine

## Autour du film
Contrairement à ce que l'on pourrait penser, ce film n'est pas la suite de Elle boit pas, elle fume pas, elle drague pas, mais... elle cause !. En effet, bien que les acteurs soient en partie les mêmes, l'intrigue et les personnages des deux films n'ont aucun rapport. Le titre original était Son business c'est l'éternité, mais le producteur du film décida de le modifier pour exploiter le succès du film précédent, déjà basé sur le tandem Annie Girardot / Michel Audiard. 
Toutefois, le film ne connaît pas le même succès commercial puisqu'il totalise 1,1 million d'entrées, alors qu'Elle boit pas, elle fume pas, elle drague pas, mais... elle cause ! finissait son exploitation avec 2,1 millions d'entrées
Dans le film, le « bidonville de Champigny-sur-Marne » fait référence à un vrai bidonville d'immigrés portugais qui exista dans les années 1960 sur cette commune près de Paris, et qui fut le plus peuplé de France (15000 habitants).

## Tournage
Le film a été tourné :
- Dans les Alpes-Maritimes : Studios Riviera à Nice
- Dans le Val de Marne : Champigny-sur-Marne (le bidonville est un décor construit et sur le terre-plein du boulevard Jules-Guesde)
- Dans le Val d'Oise : Abbaye de Royaumont, hameau de Baillon